# Ingrid Fischer-Schreiber
Ingrid Fischer-Schreiber (* 1956 in Wien) ist eine österreichische Sinologin, Übersetzerin, Autorin und Lektorin.

## Leben
Magister Fischer-Schreiber studierte am Institut für Übersetzer- und Dolmetschausbildung der Universität Wien Französisch und Italienisch und schloss 1978 mit dem Übersetzerdiplom ab. Von 1977 bis 1980 und von 1983 bis 1984 studierte sie anschließend Chinesisch am Institut für Sinologie der Universität Wien. 1980 bis 1982 studierte sie am Spracheninstitut in Peking.
Seit 1985 arbeitet sie als freie Übersetzerin für Französisch, Englisch und Chinesisch im Sachbuchbereich mit den Schwerpunkten Philosophie, Theorie der Neuen Medien, Zukunftsfragen, Globalisierung und ostasiatische Philosophie. Außerdem war sie als Herausgeberin, Autorin und Lektorin für verschiedene deutsche Verlage tätig und hat seit 1993 die Redaktion der Kataloge zum Prix Ars Electronica und seit 1996 zum Festival Ars Electronica inne. In den Jahren 1999 und 2002 übernahm sie die Konzeption und das Projektmanagement für das Online-Archiv der Ars Electronica, seit 2002 auch gemeinsam mit Gerfried Stocker, dem Artistic Director der Ars Electronica, die Konzeption und die Organisation der Symposien dieses Festivals. Gemeinsam mit Andreas Hirsch war sie verantwortlich für die Konzeption der Kategorie „Digital Communities“ des Prix Ars Electronica, die sie bis heute betreut. 
Von Oktober 2005 bis Mai 2008 war Fischer-Schreiber Koordinatorin des Ludwig Boltzmann Instituts „Medien.Kunst.Forschung“ in Linz.

## Werke (Auswahl)
- Lexikon der östlichen Weisheitslehren: Buddhismus, Hinduismus, Taoismus, Zen. Verlag Otto Wilhelm Barth, 1986, ISBN 3-502-67404-3
- (mit Franz-Karl Ehrhard, Stephan Schuhmacher, Gert Woerner): Das Lexikon des Buddhismus: Grundbegriffe und Lehrsysteme, Philosophie und meditative Praxis, Literatur und Kunst, Meister und Schulen, Geschichte, Entwicklung und Ausdrucksformen von ihren Anfängen bis heute. Verlag Otto Wilhelm Barth, 1992, ISBN 3-502-67405-1
- Das Lexikon des Taoismus. Goldmann Verlag, München 1996, ISBN 3-442-12644-4